# Regenbooghaai
De regenbooghaai of roodvinhaai (Epalzeorhynchos frenatus) is een straalvinnige vissensoort uit de familie van de eigenlijke karpers (Cyprinidae). De wetenschappelijke naam van de soort is voor het eerst geldig gepubliceerd in 1934 door Fowler. Een vis die zijn oorsprong vindt in de rivieren Mekong, Chao Phraya, Xe Bangfai en Maeklong in Thailand in Zuidoost Azië. Ook komen ze voor in Indonesië.
Het is een vis die niet zo vaak voorkomt in de aquariumhobby.

## Uiterlijk en gedrag
Regenbooghaaien hebben een langgerekt lichaam met een hoofdkleur die ofwel donkergrijs is met een groene gloed ofwel lichtgrijs met een oranje gloed. De vinnen hebben een oranjerode tot rode kleur. De snuit is spits met een paar kleine voelsprieten rond de mond. Regenbooghaaien kunnen 15 centimeter lang worden. Ze worden in gevangenschap tussen de 4 en 6 jaar oud. Mannetjes zijn vaak lichter gekleurd en slanker en hebben enkele korte donkere lijnen op hun achterlichaam ter hoogte van de vinnen.
De regenbooghaai is een territoriale vis die gehouden dient te worden in een aquarium van minimaal 1,20 lang en 40 centimeter breed. Ze hebben schuilplaatsen nodig die ze redelijk fel zullen verdedigen tegen soortgenoten en grote vissen. Dit territorium wordt doorgaans verdedigd tot de dood er op volgt. Belangrijk is dus voldoende ruimte voor deze vissen te hebben. De mannetjes verzorgen de eitjes; in gevangenschap is het echter zelden gebeurd dat een broedsel werkelijk uitkwam.
De regenbooghaai is een bodemvis die zich voornamelijk voedt met resten van voedsel, algen, geblancheerde groenten en zeer klein levend voer.